# Giorgio Cattaneo (vescovo)
Giorgio Cattaneo (Cavalesino, 24 marzo 1663 – Vigevano, 7 novembre 1730) è stato un vescovo cattolico italiano.

## Biografia
Giorgio Cattaneo nacque a Milano, membro di una nobile famiglia patriziale del capoluogo che aveva il titolo di baroni di Mandelberg, era entrato ancora giovanissimo nella Congregazione degli Oblati.
Eletto vescovo di Vigevano il 5 aprile 1712, dovette fronteggiare immediatamente i recenti avvenimenti politici che avevano visto il passaggio di Vigevano all'amministrazione austriaca della Lombardia, in cambio della cessione di Mortara al Piemonte.
Salì alla cattedra vescovile su pressione dell'imperatore Carlo VI d'Asburgo e immediatamente curò la formazione cristiana del proprio gregge, occupandosi del miglioramento dei costumi del popolo e del clero.
Morì a Vigevano il 7 novembre 1730.

## Genealogia episcopale
La genealogia episcopale è:
- Cardinale Scipione Rebiba
- Cardinale Giulio Antonio Santori
- Cardinale Girolamo Bernerio, O.P.
- Arcivescovo Galeazzo Sanvitale
- Cardinale Ludovico Ludovisi
- Cardinale Luigi Caetani
- Cardinale Ulderico Carpegna
- Cardinale Paluzzo Paluzzi Altieri degli Albertoni
- Cardinale Gaspare Carpegna
- Cardinale Fabrizio Paolucci
- Vescovo Giorgio Cattaneo

## Stemma
| Immagine | Blasonatura |
| -------- | --- |
| \| \|    | Giorgio Cattaneo Vescovo di Vigevano Troncato; dell'impero e d'oro a tre pali di rosso. Lo scudo, accollato a una croce astile d'oro, posta in palo, è timbrato da un cappello con cordoni e nappe di verde. Le nappe, in numero di dodici, sono disposte sei per parte, in cinque ordini di 1, 2, 3. |
|          | |